# Rogněda Polocká
Rogněda Polocká (962–1002) byla ruská kněžna, choť ruského knížete Vladimíra I. Svatého. Byla dcerou polockého knížete Ragnvalda I.

## Život
Spekuluje se o tom, že Rogněda pocházela z rodiny Ynglingsů, šlechty z oblasti dnešního Švédska.
Čtvrtý novgorodský letopis zmiňuje příběh, který se udál okolo roku 980. Když Vladimír I. Veliký zjistil, že je Rogněda přislíbená jeho nevlastnímu bratrovi Jaropolkovi, vydal se do Polocka a přinutil Rognědu, aby si vzala jeho. Dívku znásilnil před jejími rodiči a nakonec vydal příkaz, aby byli zabiti nejen oni, ale i její dva bratři. Rogněda Vladimírovi během let porodila několik dětí, nejméně čtyři chlapce a dvě dívky. Když později Vladimír konvertoval ke křesťanství, musel se rozvést se všemi stávajícími manželkami, včetně Rognědy, a vzít si křesťanku; jeho ženou se pak stala byzantská princezna Anna Porfyrogennéta (963–1011). Rogněda sama vstoupila do kláštera, kde přijala jméno Anastázie.
Existuje také severská sága o Rognědě. Podle této verze Rogněda nikdy manželovi neodpustila, co provedl jí a její rodině, a požádala svého nejstaršího syna Izjaslava, aby otce zabil. Posléze se vrátila do země svých rodičů, do Plotska, kde spolu se synem vládla a založila město Izjaslav (dnešní Zaslauje).

## Potomci
Rogněda Polocká přivedla na svět několik dětí, přesný počet je však neznámý a v případě Jaroslava a Mstislava se spekuluje o tom, zda byla jejich matkou opravdu Rogněda, nebo jiná manželka Vladimíra I.
1. Izjaslav I. Vladimirovič (978–1001)
2. Jaroslav I. Moudrý (978–1054)
3. Mstislav Chrabrý (983–1036)
4. Vševolod (985–1019)
5. Předslava (982–988)
6. Přemislava (zemřela v roce 1015)

## Odkaz
V roce 1825 napsal Kondratij Fjodorovič Rylejev báseň Rogněda o životě této ženy. Jeho dílo se stalo předlohou pro ruskou nacionalistickou operu Rogněda, kterou v roce 1865 složil Alexander Serov.